# العثمانيون: أباطرة أوروبا المسلمون
العثمانيون: أباطرة أوروبا المسلمون (بالإنجليزية: The Ottomans: Europe's Muslim Emperors) هو فلم وثائقي من إنتاج قناة بي بي سي الثانية عام 2013، مكون من ثلاثة أجزاء، قدمه راجح عمر. يتناول المسلسل أصول الإمبراطورية العثمانية؛ ويقارن بين الإمبراطورية في عهد سليمان القانوني وتلك في عهد عبد الحميد الثاني؛ ويغطي زوال الإمبراطورية بعد الحرب العالمية الأولى.

## الحلقات
| # | العنوان    | تاريخ العرض    | المشاهدات |
| - | ---------- | -------------- | --------- |
| 1 | «الحلقة 1» | 6 أكتوبر 2013  | 1,300,000 |
| 2 | «الحلقة 2» | 13 أكتوبر 2013 | 1,000,000 |
| 3 | «الحلقة 3» | 20 أكتوبر 2013 | 1,000,000 |

## طالع أيضًا
- قائمة الأفلام الإسلامية

## روابط خارجية
- العثمانيون: أباطرة أوروبا المسلمون  في قاعدة بيانات الأفلام على الإنترنت (بالإنجليزية)
- الوثائقي على قرص مضغوط